# Slag bij Solebay
De Slag bij Solebay (7 juni 1672) was de eerste zeeslag van de Derde Engels-Nederlandse Oorlog. Een vloot van 75 oorlogsschepen, 22 adviesjachten en 32 branders, met 4500 kanonnen en 20.700 opvarenden, van de Republiek der Zeven Verenigde Nederlanden, onder het bevel van admiraal Michiel de Ruyter, verraste een Engels-Franse vloot van 93 oorlogsschepen en 24 branders met 6158 kanonnen en zo'n 40.000 opvarenden, in de Solebay (Sole Bay) in de buurt van Southwold aan de kust van Suffolk, aan de oostkant van Engeland.
De hertog van York (Jacobus Stuart, later koning Jacobus II) had gepland om de Nederlanders in hun thuishavens te blokkeren om de Noordzee vrij van Nederlandse schepen te houden. De bemanning van de Engels-Franse vloot had te kampen met ziekte. In Solebay werd aangelegd om de zieken van boord te halen en zich te bevoorraden. Ondanks een ongunstige westenwind lukte het De Ruyter om onverwachts de Noordzee over te steken. Doordat hij in een lijpositie was, kon hij de geallieerde vloot niet al te agressief aanvallen; het lukte om een slagorde te vormen, maar wel in een zekere wanorde.
De Engelse viceadmiraal Edward Montagu, de Earl van Sandwich, gaf bevel aan de voorhoede, de hertog van York het centrum en graaf Jean d'Estrées de achterhoede. Deze Franse vloot beschoot op afstand de Nederlandse achterhoede onder luitenant-admiraal Adriaen Banckert, maar mengde zich niet echt in het gevecht.
Plotseling draaide de wind, zodat De Ruyter in de loef met zijn centrum York kon aanvallen. Luitenant-admiraal Willem van Ghent viel met de voorhoede Montagu aan. Zijn vlaggenschip de Dolfijn raakte in duel met de veel zwaardere HMS Royal James, het vlaggenschip van Montagu, en kwam in zo'n benarde positie dat Jan van Brakel met zijn Groot Hollandia hem te hulp kwam. De tuigage van dit schip raakte met dat van het Engelse verward. Van Ghent naderde daarop de Royal James opnieuw om die te vernietigen maar werd rond tien uur zelf dodelijk getroffen door een salvo. Een brander onder bevel van Jan Daniëlsz van de Rijn zette hierop het vijandelijke schip in lichterlaaie. Zo'n duizend Britten kwamen in de vlammen om. Montagu zag zich op het eind gedwongen van het schip te springen en verdronk; zijn lijk spoelde later aan, slechts herkenbaar aan het geschroeide admiraalsuniform.
Ondertussen wierp de massa van de Britse vloot zich op het eskader van De Ruyter, die echter krachtig weerstand bood. Cornelis de Witt, op het dek van de Zeven Provinciën gezeten, bleef toezien op het gevecht, hoewel zijn halve lijfwacht rond hem vandaan geschoten werd. York moest de stuurloos geschoten HMS Prince Royal verlaten voor de St Michael; toen dat tweede schip doorschoten werd onder de waterlijn liet hij zijn vlag overbrengen naar de London. Tegen de avond moesten beide eskaders terugvallen. De Nederlanders trokken zich terug.
De verliezen aan manschappen waren enorm aan de Britse zijde: ongeveer 2500 man. De Nederlanders telden slechts enkele honderden doden. Daar stond tegenover dat de Nederlanders meer schepen verloren. Twee Nederlandse schepen werden tot zinken gebracht, een derde explodeerde kort na de eigenlijke slag, en nog eens twee werden door de Engelsen geënterd. Beide partijen zagen zichzelf als overwinnaars. Het was in ieder geval een strategische overwinning voor de Republiek: de blokkade was mislukt en de Republiek was beter in staat de schade te herstellen.

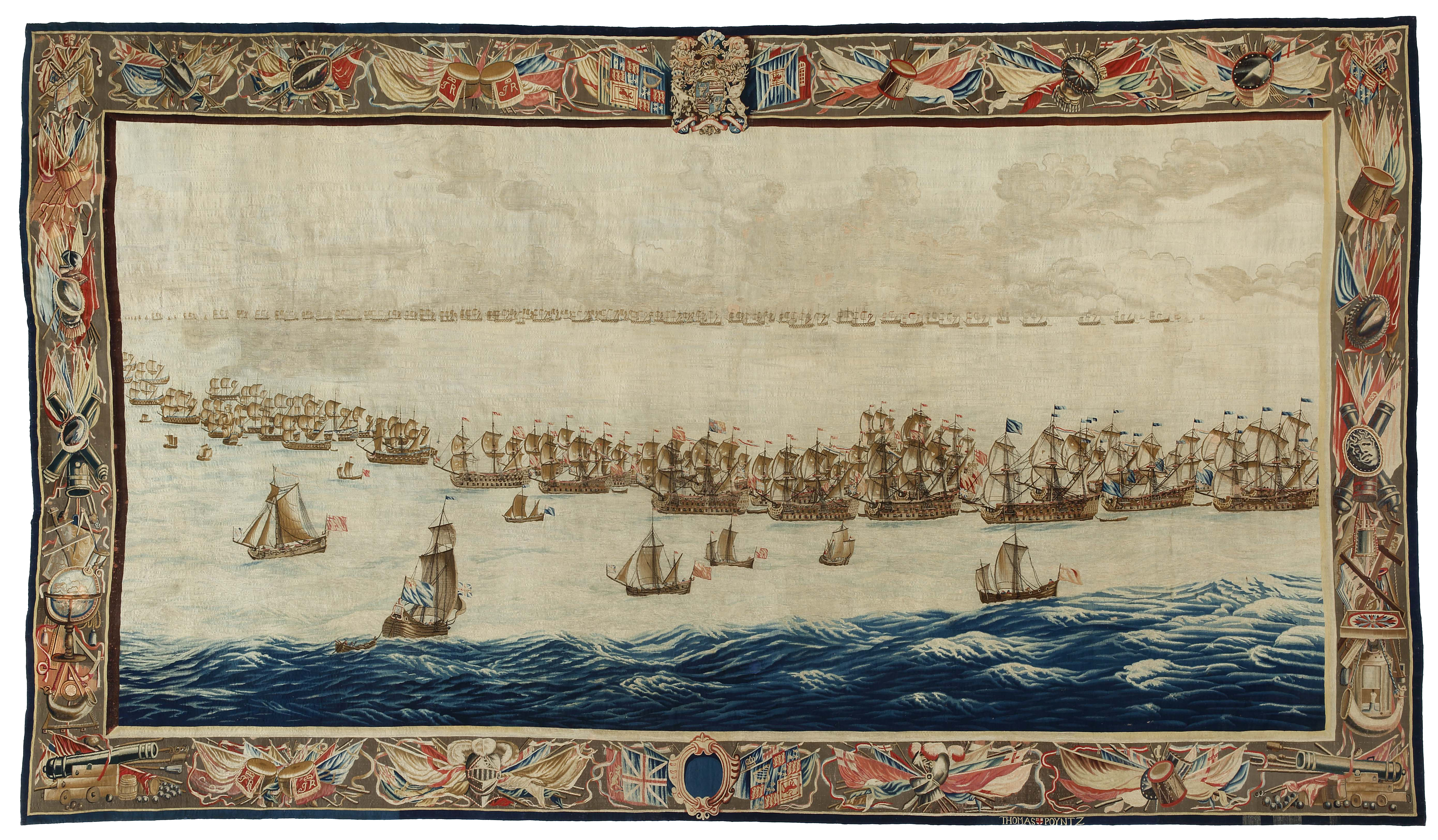
wandtapijt naar een ontwerp van Willem van de Velde de Oude, The Fleets drawn up for Battle, 330 cm x 587 cm

Om de "overwinning" te vieren bestelde koning Karel een ontwerp van wandtapijten over de slag bij Willem van de Velde de Oude, die in deze periode samen met zijn zoon de Jonge, aan het Engelse Hof werkte. Twee van deze tapijten uit een tweede geweven serie, bedoeld als cadeau van Jacobus II voor admiraal George Legge, werden rond 2021 aangekocht door het Scheepvaartmuseum in Amsterdam.